# Club de Fútbol Fuenlabrada
El Club de Fútbol Fuenlabrada és un club de futbol situat a la ciutat de Fuenlabrada, Comunitat de Madrid (Espanya). Va ser fundat el 1975.

## Història
L'actual equip es va fundar el 1975 gràcies a la fusió del Club de Futbol Sant Esteban, fundat el 1971, i l'Agrupació Esportiva Fuenlabrada, creada el 1974. La nova entitat va ocupar l'estadi municipal de la Aldehuela i el seu primer president va ser Juan Francisco Polidura. Va començar a jugar en les categories regionals i, en paral·lel a l'enlairament econòmic de la localitat, va anar pujant categories fins que en la temporada 1985/86 va certificar l'ascens a Tercera Divisió.
Després d'un debut complicat, el club va invertir en la seva plantilla i va millorar els resultats en la competició, fins que en la temporada 1989/90 va finalitzar en segona posició. En el seu primer intent no va pujar perquè va perdre una eliminatòria enfront del Club Esportiu Móstoles. A l'any següent va repetir lloc i en la campanya 1992/93 va aconseguir ser campió de grup, però en cap d'aquests intents va aconseguir superar la fase d'ascens. Finalment, va pujar a Segona Divisió "B" en la temporada 1993/94 com a líder en la temporada regular i també del grup de promoció, empatat a punts amb el Bergantiños F. C.
El Fuenlabrada es va mantenir en Segona Divisió "B" durant set temporades consecutives, des de 1994 fins a 2001, en les quals la seva millor posició va ser un sisè lloc l'any 1996/97. En aquest període es va produir també la transformació de l'entitat en una societat anònima esportiva. Després de descendir en la campanya 2000/01, va romandre dues temporades en el grup madrileny de Tercera Divisió. L'any 2002/03 va ser tercer en la temporada regular, però va ascendir després d'imposar-se en la fase final al Rápido de Bouzas. En la seva segona etapa en la categoria de bronze va romandre cinc anys, des de 2003 fins a 2008.
L'1 de setembre de 2011 es va inaugurar el nou camp de la ciutat, l'Estadi Fernando Torres amb capacitat per 2.000 espectadors. Després de diversos intents, el Fuenlabrada va certificar el seu ascens en la temporada 2011/12 com a campió de grup; encara que va perdre en el primer intent enfront del Club Esportiu Marí en l'eliminatòria entre líders, va aprofitar la seva segona opció i es va imposar al C. C. D. Cerceda i el Còria C. F.

## Uniforme
- Uniforme titular: Samarreta blava, pantalons blaus i mitjanes blaves.
- Uniforme alternatiu: Samarreta vermella, pantalons vermells i mitjanes vermelles.

## Estadi
El camp on el Club de Futbol Fuenlabrada disputa els seus partits com a local és l'Estadi Fernando Torres, amb capacitat per 2.000 espectadors i gespa natural. Està compost per una graderia lateral amb capacitat per 1.200 persones, flanquejada per dues graderies supletòries en els fons. Es troba a la Ciutat Esportiva Oest. Va ser inaugurat l'1 de setembre de 2011 amb el Trofeu Vila de Fuenlabrada enfront de l'Atlètic de Madrid.
El recinte es diu així en honor de Fernando Torres, futbolista internacional per la selecció espanyola i natural de Fuenlabrada.
Des de 1975 fins a 2011 va jugar en el Camp de la Aldehuela, que actualment serveix per a entrenaments i trobades d'altres clubs.

## Dades del club
- Temporades en 2a B: 12
- Temporades en 3a: 10
- Millor lloc en la lliga: 6è (Segona Divisió "B", temporada 1996/97,2012/13 i 2013/14 Rècord de punts 64)
- Pitjor lloc en la lliga: 18è (Tercera Divisió, temporada 1986/87)